# 日本有線大賞
日本有線大賞（にほんゆうせんたいしょう）は、1968年から2017年まで開催されていた、音楽に関する賞である。主催は全国有線音楽放送協会（通称：全音協）。
有線放送シェア第2位の「キャンシステム」へ寄せられるリクエスト回数を基準に決定する賞である。なお、国内シェア80%を占める 最大手のUSENは主催者である全音協に加盟していないため、この賞に関与していなかった。

## 概要
全音協加盟の有線放送会社の中では最大手となる「キャンシステム」へ、前年12月第3週から当年12月第2週までに寄せられたリクエストの回数を基準に表彰するものである。
有線放送最大手のUSENと読売テレビが主催する『ベストヒット歌謡祭』では、2007年までUSENへのリクエスト総数だけではなくオリコンの年間CD売上や視聴者のインターネット投票などを加味して各賞を決定していた。しかし2008年から2010年まではUSENへのリクエストデータが審査対象から外されたため、かつて放送されていた『日本テレビ音楽祭』が事実上復活した形で開催、2011年以降はコンテストそのものが開催されなくなったため、『日本有線大賞』が日本唯一の有線放送大賞になった。
読売テレビの『ベストヒット歌謡祭』（旧・『全日本有線放送大賞』、通称“大阪有線大賞”）と区別するため、関係者の間では“東京有線大賞”と言われていた時期がある。
賞の種類としてグランプリである大賞の他、2009年までは最優秀新人賞・最多リクエスト歌手賞・最多リクエスト曲賞・有線音楽優秀賞・有線音楽賞・新人賞など様々な賞があるが、原則として有線音楽優秀賞は演歌歌手・ポップス歌手各4組ずつ、有線音楽賞と新人賞は各2組ずつが選ばれていた。2010年の第43回以降は最優秀新人賞がなくなり、新人賞を演歌・ポップス各1組ずつ選出した他、最多リクエスト歌手賞・最多リクエスト曲賞に替わってロングリクエスト賞・有線問い合せ賞が新設されるなど、賞の種類が大きく変化した。
発表会は毎年会場が異なっており、1980年代前半まで渋谷公会堂、1980年代前半から1999年まで東京郵便貯金会館ホール（東京メルパルクホール）、2000年は東京ベイNKホール（現在閉鎖）、2001年と2002年は東京・青山劇場、2003年から2007年・2009年から2014年・2016年は東京都港区赤坂のTBS放送センター（2007・2009年・2016年はBスタジオ、それ以外はAスタジオ）、2008年は中野サンプラザ、2015年はグランドプリンスホテル新高輪の国際館パミール・大宴会場「北辰」、最終回となった2017年は東京プリンスホテルの「鳳凰の間」でそれぞれ開催された。その模様はテレビ（TBS系列全国ネット）で生中継されており、ラジオ（TBSラジオのみ）でも後日ダイジェスト版として放送される（なお1999年まではTBSラジオでも同時生中継されていたが2000年のe-NITE開始以後、JRN系列の同時ネット放送に伴い現在の放送形態になった）。
第42回が放送された2009年からは番組ロゴが変更され、これまでの角ばったロゴから明朝体を主体とするロゴになった。
2017年12月4日に放送となる第50回目をもって終了。翌年は『日本演歌歌謡大賞』として、演歌・歌謡曲に特化した内容へ変更されることになったが、こちらは1回のみで終了している。
一時期、「全日本有線放送大賞」と同様に上期・年間の2回行われた年がある。

## 発表音楽祭の放送について
- 第7回（1974年）まではフジテレビで受賞者発表会が放送されていた。
- 第8回（1975年）から第50回（2017年）まではTBSで放送されていた[注 2]。
- 1975年～1982年までは12月日曜日の19:30-20:55→20:54[注 3]（毎日放送制作の『アップダウンクイズ』の後）に放送されており、1975年は『サンデースペシャル』枠で放送、1976年から1978年までは日曜20時台の『日曜☆特バン』を休止して放送した。この間の1981年（第14回）からステレオ放送に変更、『日本レコード大賞』に2年遅れてステレオ放送となった。
- 1983年から2002年までは毎年12月の第1（後に第2・3）金曜日の19:00-20:54に放送されていた。当初は19:30-20:54での放送だったが、1984年に『JNNニュースコープ』が19:20までの放送になると19:20-20:51（19:58の超ミニ番組[注 4] を20:51に繰り下げ）、1987年に『ニュースコープ』が再び19:00までの放送になると19:00-20:51、1994年に超ミニ番組廃止で19:00-20:54、2002年は18:55-20:54と4回も放送時間が変わった。ただし1990年から1999年は『金曜テレビの星!』を休止、2000年は『スーパーフライデー』を休止、2001年と2002年は逆に『スーパーフライデー』枠を使って放送した。
- 最高視聴率は、1984年12月7日放送の24.8%（ビデオリサーチ調べ、関東地区・世帯・リアルタイム）[4]、この年の最優秀新人賞は、吉川晃司「モニカ」、日本有線大賞は、テレサ・テン「つぐない」であった。
- 1990年は第1週が「TBS宇宙プロジェクト・日本人初!宇宙へ」の編成が組まれた関係上、放送を第3週に繰り下げた。
- 平成に入るとJ-POPアーティストが受賞する機会が増え、また翌年の2003年から2006年までは毎年12月第3土曜日の19:00-20:54に放送されていた。土曜19:00-20:54のレギュラー番組は休止された。2006年10月からは1990年9月までの定時番組枠だった金曜19・20時枠がレギュラー番組化されている。
- 40回目となる2007年は放送日を水曜日に移して12月12日に放送され、視聴率も13.0%（ビデオリサーチ調べ、関東地区・世帯・リアルタイム。以下略）とここ数年の視聴率を上回っている[5]。2008年も2007年に引き続いて水曜日（12月17日18:55-20:54放送）での放送となり、視聴率は13.3%で、昨年を若干上回った。
- 2009年に開催された第42回は、3月30日よりTBSの平日夜7時の帯番組に「総力報道!THE NEWS」が入ったことから、12月20日日曜日19:00-20:54に放送され、1982年以来27年ぶりの日曜日復帰となったが1桁視聴率に低迷してしまった。
- 2010年に開催された第43回は、例年の12月から11月18日の木曜日（時間は19:00〜20:54）と、例年より1か月早く、長年年末の賞取りレースの先陣を切っていた、読売テレビが主催、日本テレビ系列で放送している『ベストヒット歌謡祭』より1週間早く開催・放送された。通常この枠は「スパモク!!」を放送している時間枠のため、今回の放送は一部の系列局の番組表では『スパモク!!』の番組名が冠された。また、通常はローカルセールス枠であるが、この日に限ってはTBS・JNN系列全国ネットによって生放送され[注 5]、平均視聴率は10.0%と2009年より上昇、辛うじて2桁を回復したが、最優秀新人賞が廃止になった。
- 2011年の第44回は当初、3月11日に発生した東日本大震災の被災者に配慮して中止することも予想されたが[注 6]、10月になって12月10日に放送されることが決定。例年通り12月の放送に戻り、5年ぶりに土曜日19時から2時間枠で放送された。視聴率は、0.2ポイント上昇の10.2%と、2年連続で2桁視聴率となった。
- 2012年の第45回は、11月14日とこれまでで最速の放送日にあたることが発表された。放送枠は『水トク!』枠となった。しかし、裏番組に「2014 FIFAワールドカップ・アジア最終予選 オマーン×日本」（テレビ朝日、20:00 - 22:30）などの裏番組の競合化したことが影響し、3年ぶりの1桁となる9.0%となった。
- 2013年では地上波では12月11日に第46回を放送する（終了時間が21:00に変更[注 7]）ほか、TBSチャンネル1では1982年の第15回と1994年の第27回を12月1日・7日・8日に放送。平均視聴率は昨年より1.2%上昇の10.2%[6] だった。
- 2014年は、この年の4月に「水トク!」の放送時間が変更されたことに伴い、12月20日の土曜日19:00[注 8] - 20:54に放送。3年ぶりに土曜日放送に戻すも、視聴率が9.0%と再び一桁と低迷。
- 2015年は、12月14日（月曜）19:00 - 20:54に放送。初めて、月曜日での放送となるが[注 9]、9.1%と2年連続一桁と低迷した。
- 2016年は、12月5日（月曜）19:00 - 20:57に放送[注 7]。12月第1週の放送は1999年以来17年ぶりであった。
- 2017年は、12月4日（月曜）19:00 - 22:54の4時間枠で放送[注 10]。今回で日本有線大賞の放送を終了するとTBSは発表、日本有線大賞自体も終了した。
- 過去に行われた日本有線大賞の模様は、CS放送のTBSチャンネルで例年12月の中旬から下旬にかけて再放送されていた。

### 放送日・放送時間
| 回 | 放送年月日     | 放送時間（JST）   | 備考                                                               |
| -- | -------------- | ----------------- | ------------------------------------------------------------------ |
| 1  | 1968年12月1日  | 放送なし          |                                                                    |
| 2  | 1969年12月7日  | 放送なし          |                                                                    |
| 3  | 1970年12月6日  | 放送なし          |                                                                    |
| 4  | 1971年12月5日  | 放送なし          |                                                                    |
| 5  | 1972年12月3日  | 放送なし          |                                                                    |
| 6  | 1973年12月2日  | 放送なし          |                                                                    |
| 7  | 1974年12月8日  | 放送なし          |                                                                    |
| 8  | 1975年12月14日 | 日曜19:30 - 20:55 | 『サンデースペシャル』枠で放送。                                   |
| 9  | 1976年12月5日  | 日曜19:30 - 20:55 |                                                                    |
| 10 | 1977年12月11日 | 日曜19:30 - 20:55 |                                                                    |
| 11 | 1978年12月3日  | 日曜19:30 - 20:55 |                                                                    |
| 12 | 1979年12月2日  | 日曜19:30 - 20:55 |                                                                    |
| 13 | 1980年12月7日  | 日曜19:30 - 20:55 |                                                                    |
| 14 | 1981年12月6日  | 日曜19:30 - 20:55 | この回からステレオ放送。                                           |
| 15 | 1982年12月5日  | 日曜19:30 - 20:54 |                                                                    |
| 16 | 1983年12月2日  | 金曜19:30 - 20:54 | 初の金曜放送。                                                     |
| 17 | 1984年12月7日  | 金曜19:20 - 20:51 | 『JNNニュースコープ』拡大により枠拡大。                            |
| 18 | 1985年12月6日  | 金曜19:20 - 20:51 |                                                                    |
| 19 | 1986年12月5日  | 金曜19:20 - 20:51 |                                                                    |
| 20 | 1987年12月4日  | 金曜19:00 - 20:51 | 『ニュースコープ』縮小で枠拡大。                                   |
| 21 | 1988年12月2日  | 金曜19:00 - 20:51 | 昭和最後の放送                                                     |
| 22 | 1989年12月1日  | 金曜19:00 - 20:51 | 平成初の放送                                                       |
| 23 | 1990年12月21日 | 金曜19:00 - 20:51 |                                                                    |
| 24 | 1991年12月6日  | 金曜19:00 - 20:51 |                                                                    |
| 25 | 1992年12月4日  | 金曜19:00 - 20:51 |                                                                    |
| 26 | 1993年12月3日  | 金曜19:00 - 20:51 |                                                                    |
| 27 | 1994年12月9日  | 金曜19:00 - 20:54 | 19時台ミニ番組廃止で拡大。                                         |
| 28 | 1995年12月1日  | 金曜19:00 - 20:54 |                                                                    |
| 29 | 1996年12月6日  | 金曜19:00 - 20:54 |                                                                    |
| 30 | 1997年12月5日  | 金曜19:00 - 20:54 |                                                                    |
| 31 | 1998年12月4日  | 金曜19:00 - 20:54 |                                                                    |
| 32 | 1999年12月3日  | 金曜19:00 - 20:54 |                                                                    |
| 33 | 2000年12月15日 | 金曜19:00 - 20:54 |                                                                    |
| 34 | 2001年12月14日 | 金曜19:00 - 20:54 | 『スーパーフライデー』枠で放送。                                   |
| 35 | 2002年12月13日 | 金曜18:55 - 20:54 | 『スーパーフライデー』枠で放送。 『JNNニュースの森』縮小で枠拡大。 |
| 36 | 2003年12月20日 | 土曜19:00 - 20:54 |                                                                    |
| 37 | 2004年12月18日 | 土曜19:00 - 20:54 |                                                                    |
| 38 | 2005年12月17日 | 土曜19:00 - 20:54 |                                                                    |
| 39 | 2006年12月16日 | 土曜19:00 - 20:54 |                                                                    |
| 40 | 2007年12月12日 | 水曜18:55 - 20:54 | 『水トク!』枠で放送。                                              |
| 41 | 2008年12月17日 | 水曜18:55 - 20:54 | 『水トク!』枠で放送。                                              |
| 42 | 2009年12月20日 | 日曜19:00 - 20:54 |                                                                    |
| 43 | 2010年11月18日 | 木曜19:00 - 20:54 | 『スパモク!』枠で放送。                                            |
| 44 | 2011年12月10日 | 土曜19:00 - 20:54 | 18:55 - 19:00に『まもなく日本有線大賞』を放送。                    |
| 45 | 2012年11月14日 | 水曜19:00 - 20:54 | 『水トク!』枠で放送。                                              |
| 46 | 2013年12月11日 | 水曜19:00 - 21:00 | 『フラッシュニュース』内包。                                       |
| 47 | 2014年12月20日 | 土曜19:00 - 20:54 | 18:55 - 19:00に『まもなく日本有線大賞』を放送。                    |
| 48 | 2015年12月14日 | 月曜19:00 - 20:54 |                                                                    |
| 49 | 2016年12月5日  | 月曜19:00 - 20:57 | 『フラッシュニュース』は3分に縮小。                                |
| 50 | 2017年12月4日  | 月曜19:00 - 22:54 | 最終回。史上最長時間。『フラッシュニュース』内包。                 |

（『毎日新聞』毎日新聞社、1968年12月 - 2016年12月のラジオ・テレビ欄。）

## 司会者
☆は担当時点でTBSアナウンサー
- 鈴木治彦☆（1978年）
- 小川哲哉（1978年・1981年・1982年）
- 三雲孝江☆（1978年）
- 松宮一彦☆（1980年代 - 1990年代）
- 宮崎美子（1981年・1986年）
- 斉藤慶子（1982年）
- 生島ヒロシ☆（1982年）
- 愛川欽也（1983年 - 1990年）
- 紺野美沙子（1984年・1985年・1987年・1989年・1991年・1994年）
- 渡辺徹（1991年 - 1998年）
- 薬丸裕英（1999年 - 2002年）
- 中井美穂（1999年）
- 木村郁美☆（2000年・2001年）
- 久保田智子☆（2002年・2010年 - 2012年）
- 磯野貴理子（2003年）
- 有馬隼人☆（2003年）
- 峰竜太（2004年）
- 陣内孝則（2005年・2006年）
- 小倉弘子☆（2003年 - 2006年）
- ベッキー（2004年 - 2008年）
- 草野仁（2007年 - 2011年）
- 出水麻衣☆（2007年・2009年）
- 加藤シルビア☆（2008年）
- 田中みな実☆（2009年）
- 小林悠☆（2010年）
- 吉田明世☆（2011年）
- 沢村一樹（2012年 - 2014年）
- トリンドル玲奈（2012年 - 2014年）
- 枡田絵理奈☆（2013年・2014年）
- 吉田羊（2015年・2017年）
- 山本匠晃☆（2015年）
- 石井大裕☆（2015年）
- 高橋英樹（2016年）
- 小島瑠璃子（2016年）
- 江藤愛☆（2016年・2017年）
- 梅沢富美男（2017年）

### 司会者の体制
- 1978年：鈴木／小川・三雲
- 1982年：小川・斉藤／松宮・生島
- 1985年：愛川・紺野／松宮
- 1986年：愛川・宮崎／松宮
- 1987年・1989年：愛川・紺野／松宮
- 1991年：渡辺・紺野／松宮
- 1994年：渡辺・紺野／松宮
- 1999年：薬丸／中井
- 2000年・2001年：薬丸／木村
- 2002年：薬丸／久保田
- 2003年：磯野・小倉／有馬
- 2004年：峰・ベッキー／小倉
- 2005年・2006年：陣内・ベッキー／小倉
- 2007年：草野・ベッキー／出水
- 2008年：草野・ベッキー／加藤
- 2009年：草野／出水・田中
- 2010年：草野／久保田・小林
- 2011年：草野／久保田・吉田(明)
- 2012年：沢村・トリンドル／久保田
- 2013年・2014年：沢村・トリンドル／枡田
- 2015年：吉田(羊)／山本・石井
- 2016年：高橋・小島／江藤
- 2017年：梅沢・吉田(羊)／江藤

## 関連番組
- 一時期、毎年6〜7月あたりに年度中間発表として「中間発表!第○○回日本有線大賞」と題した特別番組を原則として関東ローカル（TBSのみ）で放送されたことがある（年によってはTBS系列局で放送されたこともある）。中間発表の放送は生放送ではなく、録画で行われていた。以前は前述の通り、「上期大賞」を実施した年がある。[7]
- 1997年8月には同じTBS系列で「栄光の日本有線大賞30年史」という特別番組を放送した。
- 2013年（第46回）は、生放送4日前に当たる同年12月7日に「日本有線大賞がグッと楽しくなる見どころSP」と題した事前番組が関東ローカルで放送された。
- 2014年（第47回）は、本番当日の15:30 - 16:24に「日本有線大賞 直前ライブSP」と題した事前番組が関東ローカルで生放送され、今回有線優秀音楽賞を受賞したアーティスト数組が視聴者から事前募集したリクエスト曲を歌唱した。
- 2015年（第48回）は、生放送2日前に当たる同年12月12日の16:00 - 16:54に「吉田羊の第48回日本有線大賞 見どころ全部見せます!」と題した事前番組が関東・北海道ローカルで放送された。

## 大賞受賞者一覧
この一覧では大賞受賞者のみを記載している。その他の賞の受賞記録は 公式サイト を参照。
| 回数   | 受賞者                                 | 受賞曲               |
| ------ | -------------------------------------- | -------------------- |
| 第1回  | 森進一                                 | 盛り場ブルース       |
| 第2回  | 森進一                                 | 港町ブルース         |
| 第3回  | 内山田洋とクール・ファイブ             | 噂の女               |
| 第4回  | 鶴田浩二                               | 傷だらけの人生       |
| 第5回  | 欧陽菲菲                               | 雨のエアポート       |
| 第6回  | 内山田洋とクール・ファイブ             | そして、神戸         |
| 第7回  | 八代亜紀                               | 愛ひとすじ           |
| 第8回  | 野口五郎                               | 私鉄沿線             |
| 第9回  | 都はるみ                               | 北の宿から           |
| 第10回 | 沢田研二                               | 勝手にしやがれ       |
| 第11回 | 沢田研二                               | ダーリング           |
| 第12回 | 渥美二郎                               | 夢追い酒             |
| 第13回 | 小林幸子                               | とまり木             |
| 第14回 | 竜鉄也                                 | 奥飛騨慕情           |
| 第15回 | 細川たかし                             | 北酒場               |
| 第16回 | 都はるみ 岡千秋                        | 浪花恋しぐれ         |
| 第17回 | テレサ・テン                           | つぐない             |
| 第18回 | テレサ・テン                           | 愛人                 |
| 第19回 | テレサ・テン                           | 時の流れに身をまかせ |
| 第20回 | 瀬川瑛子                               | 命くれない           |
| 第21回 | 桂銀淑                                 | 夢おんな             |
| 第22回 | PRENCESS PRINCESS                      | Diamonds             |
| 第23回 | 堀内孝雄                               | 恋唄綴り             |
| 第24回 | 香西かおり                             | 流恋草               |
| 第25回 | 藤あや子                               | こころ酒             |
| 第26回 | 高山厳                                 | 心凍らせて           |
| 第27回 | 藤あや子                               | 花のワルツ           |
| 第28回 | 長山洋子                               | 捨てられて           |
| 第29回 | シャ乱Q                                | 涙の影               |
| 第30回 | GLAY                                   | HOWEVER              |
| 第31回 | L'Arc〜en〜Ciel                        | HONEY                |
| 第32回 | GLAY                                   | Winter,again         |
| 第33回 | 小柳ゆき                               | 愛情 be alive        |
| 第34回 | 浜崎あゆみ                             | Dearest              |
| 第35回 | 浜崎あゆみ                             | Voyage               |
| 第36回 | 氷川きよし                             | 白雲の城             |
| 第37回 | 氷川きよし                             | 番場の忠太郎         |
| 第38回 | 氷川きよし                             | 面影の都             |
| 第39回 | 倖田來未                               | 夢のうた             |
| 第40回 | 氷川きよし                             | きよしのソーラン節   |
| 第41回 | EXILE                                  | Ti Amo               |
| 第42回 | 氷川きよし                             | ときめきのルンバ     |
| 第43回 | 氷川きよし                             | 虹色のバイヨン       |
| 第44回 | ふくい舞                               | いくたびの櫻         |
| 第45回 | 氷川きよし                             | 櫻                   |
| 第46回 | 氷川きよし                             | 満天の瞳             |
| 第47回 | 水森かおり                             | 島根恋旅             |
| 第48回 | 三代目J Soul Brothers from EXILE TRIBE | Summer Madness       |
| 第49回 | 西野カナ                               | Dear Bride           |
| 第50回 | 氷川きよし                             | 男の絶唱             |

## 各賞

### 2017年まで
- 日本有線大賞
  - 後述の有線音楽優秀賞の中から選ばれる（1991年-2009年までは演歌・ポップスとジャンル別だったが、大賞はどちらかから選ばれていたため、日本レコード大賞で以前あったジャンル別に1組ずつの大賞ではなかった）。1990年（ジャンル別なし）から有線音楽優秀賞、1978年-1989年までは、有線音楽賞から、1976年以前は、有線スター賞・歌唱賞などから、大賞が選ばれていたが、1977年・1968年-1971年は、賞にノミネートはせず、大賞のみでの発表もあった。1972年は、欧陽菲菲だが、ノミネート曲（優秀賞）「恋の追跡（ラヴ・チェイス）」と大賞曲「雨のエア・ポート」が違った。2000年の小柳ゆきも同様にノミネート曲（優秀賞）「愛情」と大賞曲「be alive」が違った。
- 有線音楽優秀賞
  - 先述の通り、1991年-2009年までは演歌・ポップスとジャンル別だったが、演歌・ポップスは各4組ずつが基本。
- 新人賞（1968年-1974年、1975年のみ優秀新人賞、1976年-）
- 特別賞

2016年、2013年、2010年、1982年（第15回記念）、1981年・1979年、1978年（有線協会特別賞）、1977年、1976年（協会特別賞）、1975年（会長特別賞）、1974年・1973年・1971年・1970年・1969年・1968年
- 有線大衆賞（1983年・1984年・2016年）
- 有線話題賞（2005年・2006年・2016年）

### 過去
- 有線放送協会賞
- 有線問い合せ賞（2010年-2015年）
- ロングリクエスト賞（2010年-2015年、50位以内に長くランクインした歌手に贈られる）
- 最優秀新人賞（1975年-2009年、新人賞の中から選ばれていたが、1968年〜1974年・2010年以降は発表されず）
- 最多リクエスト歌手賞（1982年-2009年）
- 最多リクエスト曲賞（1989年-1991年・1994年-2009年）
- 有線協会奨励賞（2009年）
  - 特別奨励賞（1987年）
  - 有線奨励賞（1983年・1984年）
  - 奨励賞（1981年）
  - 評議員奨励賞（1979年）
- 有線音楽賞（1978年-2008年。1989年までは、大賞の候補がノミネートしたが、1990年以降は有線音楽優秀賞が設けられたので大賞の候補ではなくなった。）
  - 有線ヒット賞（1976年・1977年）
  - 優秀賞（1970年・1972年-1974年）
  - 歌唱賞（1972年-1974年）
  - 有線スター賞（1975年・1976年）
    - スター賞（1968年-1971年）
    - GOLDENスター賞（1969年）
- 有線功労賞（1975年・1976年・1985年・1995年・2005年）
  - 有線特別功労賞（1986年・1987年）
  - 第30回特別功労賞（1997年）
  - 特別功労賞（1980年）
  - 功労賞（1971年）
- 有線放送創業30年特別出演（1992年）
  - 有線音楽特別大衆賞（1990年）
  - 大衆賞（1970年-1974年）
- 協会選奨（1983年-1989年）
- ベストヒット賞（1975年・1978年-1988年）
- 敢闘賞（1978年・1985年）
  - 特別敢闘賞（1976年）
- 協会期待賞（1980年）
  - 有線新人期待賞（1984年）
  - 期待賞（1969年・1970年）
  - 20周年特別期待賞（1987年）
- 注目曲（1981年・1983年）
- 企画賞（1976年・1977年）
- 会長賞（1974年）
- 郵政大臣賞（1972年）
- ホープ賞（1971年）
- 努力賞（1969年・1970年）
- グリーン賞（1970年）
- 東京放送賞（1977年・1978年、他の年は不明、大賞受賞者に贈られた）
- 集英社賞（1977年、他の年は不明、大賞受賞者に贈られた）

## エキシビションコーナー
- 視聴者リクエスト
  - 2013年（第46回）より実施。視聴者から「日本有線大賞」で観たい歌・聴きたい歌をホームページとハガキで募集。投票頂いた方から本番当日の番組観覧に招待する企画。
  - 2013年（第46回）は、氷川きよしの「きよしのズンドコ節」、AKB48の「ハート・エレキ」「ヘビーローテーション」、NMB48の「僕らのユリイカ」、SKE48の「美しい稲妻」、一青窈の「ハナミズキ」、秋川雅史の「千の風になって」の7曲を披露した。
  - 2014年（第47回）は、千昌夫の「北国の春」、乃木坂46の「気づいたら片想い」、SKE48の「未来とは?」、NMB48の「高嶺の林檎」、AKB48の「恋するフォーチュンクッキー」の5曲を披露した。
  - 2015年（第48回）は、イルカの「なごり雪」、AKB48の「恋するフォーチュンクッキー」「365日の紙飛行機」、HKT48の「12秒」、NMB48の「ドリアン少年」、三代目J Soul Brothers from EXILE TRIBEの「R.Y.U.S.E.I.」、JUJUの「PLAYBACK」、乃木坂46の「今、話したい誰かがいる」、氷川きよしの「箱根八里の半次郎」の9曲を披露した。
  - 2016年（第49回）は、AKB48の「恋するフォーチュンクッキー」、HKT48の「最高かよ」、NMB48の「僕はいない」、THE YELLOW MONKEYの「SPARK」、乃木坂46の「裸足でSummer」の5曲を披露した。
  - 2017年（第50回・最終回）は、歴代大賞受賞者が集結し、これまでの受賞曲を披露した。[注 11] このうち、同年司会を務めた梅沢富美男は、細川たかしの「矢切の渡し」で舞踊を披露したほか、自身のヒット曲である「夢芝居」[注 12] を披露した[8]。

## 賞の統計
| 順位         | 1          | 2          | 3                 | 4                                      | 5                          | 6                    | 7                                                                             |
| ------------ | ---------- | ---------- | ----------------- | -------------------------------------- | -------------------------- | -------------------- | ----------------------------------------------------------------------------- |
| アーティスト | 氷川きよし | 水森かおり | 冠二郎 五木ひろし | AKB48 テレサ・テン 大月みやこ 中森明菜 | 八代亜紀 堀内孝雄 沢田研二 | 西野カナ JUJU 森進一 | 倖田來未 EXILE 桂銀淑 田川寿美 内山田洋とクール・ファイブ 都はるみ 細川たかし |
| 合計         | 40         | 18         | 14                | 12                                     | 10                         | 9                    | 7                                                                             |

## 特徴
- 1980年代の「最多リクエスト歌手賞」「最多リクエスト曲賞」は司会の読み上げではなく、司会者が上位3組(曲)を紹介したあと、コンピューターグラフィックスの横向き棒グラフで最も多くリクエストした曲・歌手に受賞したが、2005年以降は「最多リクエスト歌手賞」「最多リクエスト曲賞」をまとめて発表した。年によって発表しない回もあった。
- 2009年まであった「最多リクエスト歌手賞」や「最多リクエスト曲賞」はあくまで当日出演のノミネート歌手限定のものであった。上記の賞の受賞者の中から「日本有線大賞」が選ばれることがほとんどであったが、どちらが選ばれるか、そうでないかは審査員次第であり、特に決まりというものは無かった。2010年以降は「最多リクエスト歌手賞」や「最多リクエスト曲賞」を発表することは無くなった。
- 2009年まであった「最優秀新人賞」だが、有線リクエスト回数は必ずしも重要視されなかった。
- 1980年代からはメダルを出演歌手の首に掛ける唯一の歌番組だったものの、2011年の第44回のみ歌手にメダルを掛けることが無くなった[注 13]。
- 1996年の第29回ではPUFFYが最優秀新人賞を受賞したが、メンバーの吉村由美が自転車事故で重傷を負ったため大貫亜美のみが授賞式に出席し、吉村は自宅から電話での出演となった[9]。
- 2011年の第44回は、初の達成を狙っていたAKB48か、2回目の3連覇・通算7回目の受賞を狙っていた氷川の大賞が有力視されていた中、『第44回日本作詩大賞』を受賞した「いくたびの櫻」を歌うふくい舞が大賞を受賞して視聴者・業界双方から騒然の声があり、「無名の歌手が受賞するのは如何なものか」との意見も散見された[10]。その翌年以降の歴代の名場面ではふくい舞の紹介はされなくなった。
- 2017年の第50回は氷川が大賞を受賞し、通算で9回目の受賞であった。
- 番組観覧は2012年以前はTBSの番組観覧サイトから募集されていたが、2013年以降は前述の「視聴者リクエスト」をした人の中から抽選で招待していた。

## スタッフ
2017年（第50回・テレビ放送最終回）
- 主催：一般財団法人 全国有線放送協会
- 構成：村上卓史、久保貴義、足塚一雄、羽柴拓、古屋啓子、播田ナオミ
- ナレーター：佐藤政道
- TM：近藤明人
- 東京プリンスホテル 鳳凰の間
  - TP：高岡崇靖
  - TD：中野啓
  - カメラ：山根卓也
  - VE：鈴木昭平
  - テクノクレーン：坂野昇
  - 音声：稲津貴之
  - 照明：中川清志
  - ムービング：今井祐一
  - PA：井上忠紀
  - 音効：大内藤夫
  - 回線：鈴木博之
- 中継・東京プリンスホテル屋上
  - カメラ：田代和也
  - 音声：清宮拓
  - 照明：高橋章
  - フロアディレクター：新美伯
- OAサブ
  - TD：依田純
  - VE：宮本民雄
  - 音声：菅原正巳
  - 音効：太田誠也
  - テロップ：徳井託真
  - VFE：佐藤洋子
  - TK：鈴木裕恵
  - 演出：深谷俊介
- 技術協力：東通、TBSテックス、ティ・エル・シー、TAMCO、エヌ・エス・ティー、ラ・ルーチェ、テクト、AKASAKA GRAPHICS ART、PRG、RISING、MTPLANNING、三穂電機、NEXION
- 美術プロデューサー：山口智広
- 美術デザイン：宇野宏美
- 美術制作：清水久、打矢郁
- 装置：正代俊明、料治恵
- 操作：牧ヶ谷純二、中見翔輝
- 電飾：伊吹英之、住義仁
- アクリル装飾：渡邊卓也
- 装飾：安藤豪
- 植木装飾：儀同博子
- 特殊装置：高橋出
- 特殊効果：星野達哉
- レーザー：本田祐介
- 衣装：原口恵里
- 持道具：佐藤秀治
- 化粧：石川尋美
- 楽器：小室洋平
- プロンプター：田中晶子
- CGプロデューサー：團野慎太郎
- CGデザイン：梅澤智仁
- 協力：東京プリンスホテル 鳳凰の間
- 公開：廣中信行、松元裕二、齊藤絵里子、橋本祐太、中垣雄稀
- 編成：辻有一、中島啓介
- 宣伝：山岸信良、國井応起
- SNS：松尾智和
- TK：岩橋千枝
- VTR編集：清宮嘉浩、橋本詳吾
- 制作スタッフ：久米慶一郎、大賀ゆかり、橘信吾、永留佑城、壁谷舞、蛯原実生
- 制作協力：BMC
- MP：古谷英一
- キャスティングプロデューサー：田代誠、片山剛、遠藤英里
- アシスタントプロデューサー：鹿渡弘之、神田祐子、佐藤誠子
- 舞台監督：植木修一
- 演出：安永洋平
- プロデューサー：大木真太郎、高宮望、時松隆吉
- 制作プロデューサー：落合芳行
- 製作著作：TBS（第42回以降はTBSテレビを指す）